# All-Star Game de la NBA 1982
El 32.º All-Star Game de la NBA de la historia se disputó el día 31 de enero de 1982 en The Meadowlands de East Rutherford, Nueva Jersey, ante 20.149 espectadores. El equipo de la Conferencia Este estuvo dirigido por Bill Fitch, entrenador de Boston y el de la Conferencia Oeste por Pat Riley, de Los Angeles Lakers. La victoria correspondió al equipo del Este, por 120-118, siendo elegido MVP del All-Star Game de la NBA el alero de los Celtics Larry Bird, que lideró al equipo del Este consiguiendo 19 puntos, 12 rebotes y 5 asistencias, anotando 12 de los últimos 15 puntos de su equipo en los seis minutos y medio finales. La conexión entre los tres jugadores de los Celtics, el propio Bird, Robert Parish y "Tiny" Archibald fue decisiva para la victoria, sobre todo por su juego en el último y definitivo cuarto. Parish lideró a su equipo en anotación, con 21 puntos, a lo que sumó 7 rebotes, mientras Archibald contribuyó con 6 puntos y 7 asistencias. Larry Bird declararía al final del partido que Tras ganar Tiny el MVP el año pasado, quería que este galardón se quedara en la familia de los Celtics. el mejor del Oeste fue el jugador de Seattle Supersonics Gus Williams que consiguió 22 puntos y 9 asistencias.
Fue el primer All-Star de dos jugadores que posteriormente hicieron historia en la NBA: Isiah Thomas y Alex English. También significó la despedida de este tipo de partidos de dos jugadores históricos: Bob Lanier y Nate Archibald. Hoy en día, los cuatro figuran en el prestigioso Basketball Hall of Fame.

## Estadísticas

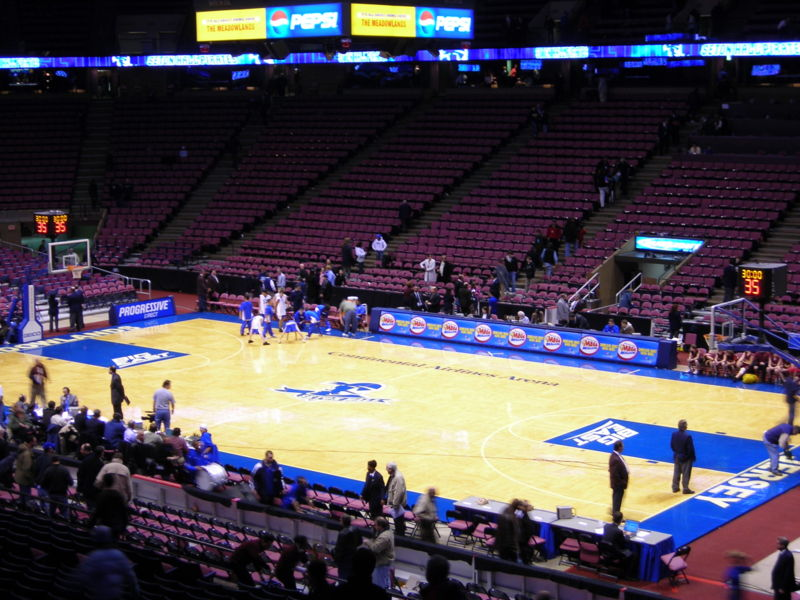
Interior de The Meadowlands, hoy conocido como Izod Center, sede del All-Star de 1982.

### Conferencia Oeste
| CONFERENCIA OESTE                |     |     |     |     |     |     |     |     |
| Jugador, Equipo                  | MIN | TCA | TCI | TLA | TLI | REB | AST | PTS |
| Adrian Dantley, Utah             | 21  | 6   | 8   | 0   | 1   | 2   | 0   | 12  |
| Lonnie Shelton, Seattle          | 20  | 3   | 3   | 1   | 2   | 9   | 1   | 7   |
| Kareem Abdul-Jabbar, Los Angeles | 22  | 1   | 10  | 0   | 0   | 3   | 1   | 2   |
| Gus Williams, Seattle            | 26  | 9   | 19  | 4   | 4   | 2   | 9   | 22  |
| George Gervin, San Antonio       | 27  | 5   | 14  | 2   | 2   | 6   | 1   | 12  |
| Bernard King, Golden State       | 14  | 2   | 7   | 2   | 2   | 4   | 1   | 6   |
| Norm Nixon, Los Angeles          | 19  | 7   | 14  | 0   | 0   | 0   | 2   | 14  |
| Earvin Johnson, Los Angeles      | 23  | 5   | 9   | 6   | 7   | 4   | 7   | 16  |
| Moses Malone, Houston            | 20  | 5   | 11  | 2   | 6   | 11  | 0   | 12  |
| Jack Sikma, Seattle              | 21  | 5   | 11  | 0   | 0   | 9   | 1   | 10  |
| Alex English, Denver             | 12  | 2   | 6   | 0   | 0   | 5   | 1   | 4   |
| Dennis Johnson, Phoenix          | 15  | 0   | 2   | 1   | 2   | 5   | 1   | 1   |
| Totales                          | 240 | 50  | 114 | 18  | 26  | 60  | 25  | 118 |

MIN: Minutos. TCA: Tiros de campo anotados. TCI: Tiros de campo intentados. TLA: Tiros libres anotados. TLI: Tiros libres intentados. REB: Rebotes. AST: Asistencias. PTS: Puntos

### Conferencia Este
| CONFERENCIA ESTE                 |                                        |                                        |                                        |                                        |                                        |                                        |                                        |                                        |
| Jugador, Equipo                  | MIN                                    | TCA                                    | TCI                                    | TLA                                    | TLI                                    | REB                                    | AST                                    | PTS                                    |
| Julius Erving, Philadelphia      | 32                                     | 7                                      | 16                                     | 2                                      | 4                                      | 8                                      | 2                                      | 16                                     |
| Larry Bird, Boston               | 28                                     | 7                                      | 12                                     | 5                                      | 8                                      | 12                                     | 5                                      | 19                                     |
| Artis Gilmore, Chicago           | 16                                     | 3                                      | 6                                      | 1                                      | 1                                      | 3                                      | 2                                      | 7                                      |
| Nate Archibald, Boston           | 23                                     | 2                                      | 5                                      | 2                                      | 2                                      | 2                                      | 7                                      | 6                                      |
| Isiah Thomas, Detroit            | 17                                     | 5                                      | 7                                      | 2                                      | 4                                      | 1                                      | 4                                      | 12                                     |
| Sidney Moncrief, Milwaukee       | 22                                     | 3                                      | 11                                     | 0                                      | 2                                      | 4                                      | 1                                      | 6                                      |
| Bob Lanier, Milwaukee            | 11                                     | 3                                      | 7                                      | 2                                      | 2                                      | 3                                      | 0                                      | 8                                      |
| Micheal Ray Richardson, New York | 20                                     | 5                                      | 10                                     | 0                                      | 0                                      | 2                                      | 4                                      | 10                                     |
| Bobby Jones, Philadelphia        | 14                                     | 2                                      | 5                                      | 1                                      | 2                                      | 4                                      | 1                                      | 5                                      |
| Buck Williams, New Jersey        | 22                                     | 2                                      | 7                                      | 0                                      | 2                                      | 10                                     | 1                                      | 4                                      |
| Robert Parish, Boston            | 20                                     | 9                                      | 12                                     | 3                                      | 4                                      | 7                                      | 1                                      | 21                                     |
| Kelly Tripucka, Detroit          | 15                                     | 3                                      | 7                                      | 0                                      | 0                                      | 1                                      | 2                                      | 6                                      |
| Dan Roundfield, Atlanta          | Seleccionado, pero no jugó por lesión. | Seleccionado, pero no jugó por lesión. | Seleccionado, pero no jugó por lesión. | Seleccionado, pero no jugó por lesión. | Seleccionado, pero no jugó por lesión. | Seleccionado, pero no jugó por lesión. | Seleccionado, pero no jugó por lesión. | Seleccionado, pero no jugó por lesión. |
| Totales                          | 240                                    | 51                                     | 105                                    | 18                                     | 31                                     | 57                                     | 30                                     | 120                                    |

MIN: Minutos. TCA: Tiros de campo anotados. TCI: Tiros de campo intentados. TLA: Tiros libres anotados. TLI: Tiros libres intentados. REB: Rebotes. AST: Asistencias. PTS: Puntos